# Stenotarsus rubripennis
Stenotarsus rubripennis es una especie de coleóptero de la familia Endomychidae.

## Distribución geográfica
Habita en (Vietnam).